# Шпак Оксана Іванівна
Оксана Іванівна Шпак (нар. 1950) — український видатний лікар-бронхолог і науковець, заслужений лікар України, завідувачка відділення ендоскопії Національного інституту фтизіатрії і пульмонології імені Ф. Г. Яновського НАМН України (НІФП).

## Життєпис
У НІФП першими її вчителями були Юрій Усенко і Валентин Пугачев.
У 2007 створила в НІФП єдиний в Україні Центр ендоскопічної діагностики і лікування захворювань органів дихання.
Паралельно викладає на кафедрі фтизіатрії і пульмонології Академії післядипломної освіти імені П. Л. Шупика (завідувач кафедри Ю. І. Фещенко).

## Цікаві факти
Оксана Шпак — із лікарської династії. Дід — хірург, мама — гінеколог, син — імунолог, тітка — бактеріолог, двоюрідні брати і сестри — хірурги-онкологи, пластичні хірурги, пульмонологи.

## Відзнаки
За вагомі   досягнення   в  професійній  діяльності,  високий професіоналізм в 1999 їй присвоєне почесне звання «Заслужений лікар України».